# 达孜乡 (江孜县)
达孜乡（藏語：སྟག་རྩེ་），是中华人民共和国西藏自治区日喀则市江孜县下辖的一个乡镇级行政单位。农业以青稞、小麦、豌豆、油菜为主。
1987年2月撤区并乡时，由达孜区改为达孜乡。

## 行政区划
达孜乡下辖以下地区：
加那村、古拉村、吉才村、达孜麦村、仁钦岗村、德吉村、达比村、达孜堆村和恰久村。